# Lygropia holoxanthalis
Lygropia holoxanthalis is een vlinder uit de familie van de grasmotten (Crambidae). De wetenschappelijke naam van de soort is voor het eerst gepubliceerd in 1900 door William Jacob Holland.
De soort komt voor in Indonesië (Buru).